# Medal Jana Zawidzkiego
Medal Jana Zawidzkiego – medal przyznawany członkom Polskiego Towarzystwa Chemicznego (PTChem) za wybitne osiągnięcia z zakresu chemii fizycznej i nieorganicznej.
Medal wykonany z brązu w kształcie kwadratu z zaokrąglonymi rogami zawiera na awersie portret Jana Zawidzkiego z datami jego urodzin i śmierci, a na rewersie napis Polskie Towarzystwo Chemiczne oraz rok i nazwisko osoby, której został przyznany.

## Lista nagrodzonych[2]
- 1979 – Lucjan Sobczyk
- 1980 – Jerzy Haber
- 1981 – Zbigniew Galus
- 1982 – Alojzy Gołębiewski
- 1983 – Marian Kryszewski
- 1986 – Adam Hulanicki
- 1989 – Stanisław Mrowec
- 1994 – Zenon Kublik oraz Bogumił Jeziorski
- 1996 – Tadeusz Luty
- 1997 – Barbara Grzybowska-Świerkosz
- 1998 – Wacław Kołodziejski
- 1999 – Andrzej Ziabicki
- 2000 – Jerzy Marian Gębicki
- 2001 – Tadeusz Krygowski
- 2002 – Grzegorz Chałasiński
- 2003 – Mariusz Jaskólski
- 2004 – Jacek Lipkowski
- 2005 – Julian Chojnowski
- 2006 – Janusz Lipkowski
- 2007 – Aleksander Koll
- 2008 – Andrzej Koliński
- 2009 – Bronisław Marciniak
- 2010 – Joanna Sadlej
- 2011 – Adam Proń
- 2012 – Piotr Paneth
- 2013 – Andrzej Katrusiak
- 2014 – Urszula Domańska-Żelazna
- 2015 – Jerzy Błażejowski
- 2016 – Stefan Lis
- 2017 – Marek Samoć
- 2018 – Urszula Rychlewska
- 2021 – Kazimierz Darowicki
- 2022 – Jacek Waluk